# روشنی صبحدم (فیلم)
روشنی صبحدم فیلمی تلویزیونی ، تاریخی به کارگردانی جواد مزدآبادی و ساخته سال ۱۳۸۹ است.

## داستان فیلم
این فیلم براساس یک داستان واقعی ساخته شده است :
جوانی به نام خزیمه پس از بازگشت از سفری به کوفه رفته و به سراغ خانواده همسر آینده خود (نصیبه) که دختر بریر بن خضیر همدانی است می رود تا قرار ازدواجشان را برای دهم محرم بگذارد اما پدر نصیبه کوفه را ترک کرده است. خزیمه به دنبال پدر نصیبه می رود. او در این راه به ناچار با رئیس شرطه خانه کوفه -اشعث کندی- مجبور به معامله می شود . خزیمه باید به عنوان جاسوس به خیمه های حسین ابن علی رود ...

## بازیگران
- حسن جوهرچی
- مهران رجبی
- میرطاهر مظلومی
- حسین توشه
- حسن اسدی
- اصغر نیکخواه
- فاطمه طاهری
- سعیده عرب
- سودابه علیپور
- سیروس صابر
- امیر مولوی
- حشمت آرمیده
- وحید شیخ‌زاده
- هاله میرهادی
- حسن ولی خانی
- کوروش زارعی

### عوامل فیلم
- کارگردان: جواد مزدآبادی
- نویسنده: ابراهیم علی برزی
- تهیه‌کننده و طراح صحنه و لباس: محمدتقی انصاری
- تصویربردار: هومن سلماسی
- تدوین: حسین مرشد شیرازی